# 南贛巡撫
南贛巡撫，全稱巡撫南贛汀韶等處地方提督軍務，或作贛南巡撫，主要轄區為贛州府（今江西贛州）、南安府（今江西大庾），為明朝中後期到清朝初期的一個巡撫職位。

## 沿革
- 弘治八年，建制，轄區包括江西布政使司下的南安府、贛州府、建昌府；福建的汀州府；兩廣巡撫的南雄府，潮州府下的平原縣、程鄉縣；惠州府下的和平縣、龍川縣、興寧縣；湖廣巡撫轄區的郴州。
- 弘治十年，建昌府別屬；贈轄福建的漳州府、以及兩廣巡撫的韶州府。
- 弘治十二年，轄江西全部府縣。
- 弘治十六年，僅轄江西布政使全境。
- 正德六年，重置。
- 嘉靖八年，增江西吉安府下的萬全縣、龍泉縣、泰和縣、永豐縣、永寧縣；撫州府樂安縣。
- 嘉靖三十五年，因福建巡撫恢復，汀州府、漳州府出現兩屬。
- 嘉靖四十五年，漳州府專屬福建巡撫；惠州府、潮州府、吉安府下的萬全縣、龍泉縣、泰和縣、永豐縣、永寧縣別屬廣東巡撫[1]。
- 清朝順治二年設立南贛巡撫，康熙四年裁撤。

## 歷任巡撫

### 明朝（弘治～隆慶年間）
| 姓名                     | 生卒年         | 字   | 籍贯             | 出任年                 | 卸任年                 | 备注 |
| ------------------------ | -------------- | ---- | ---------------- | ---------------------- | ---------------------- | --- |
| 明朝弘治八年四月始設巡撫 |                |      |                  |                        |                        | |
| 金澤                     | 1432年—1513年  | 德潤 | 浙江寧波府鄞縣   | 弘治八年（1495年）     | 弘治十二年（1499年）   | 弘治八年四月辛巳由廣東左布政使改右副都御史升任；弘治十三年三月己巳遷江西巡撫。 |
| 周南                     | 1449年—1529年  | 文化 | 浙江縉雲         | 正德六年（1511年）     | 正德九年（1514年）     | 號知白。正德六年六月庚子自巡撫宣府右副都御史調任；正德九年正月乙丑陞右都御史總督兩廣兼廣東巡撫。                                                                                   |
| 蔣昇                     | 1450年—1526年  | 誠之 | 廣西全州         | 正德九年（1514年）     | 正德十年（1515年）     | 號梅軒。正德九年正月甲戌由四川左布政使改右副都御史升任；正德十年八月辛未遷南京戶部右侍郎。                                                                                         |
| 陳恪                     | 1462年—1518年  | 克謹 | 浙江歸安         | 正德十年（1515年）     | 正德十年（1515年）     | 號矩齋。正德十年八月壬午由江西左布政使改右副都御史升任，十二月庚申遷大理寺卿。 |
| 公勉仁                   | 1450年—1516年  | 尚德 | 山東蒙陰         | 正德十年（1515年）     | 正德十一年（1516年）   | 號西埠。正德十年十二月丁卯起服闕原巡撫大同右僉都御史調任；正德十一年正月庚子遷鄖陽巡撫。                                                                                           |
| 文森                     | 1448年—1520年  | 宗嚴 | 湖廣衡山         | 正德十一年（1516年）   | 正德十一年（1516年）   | 正德十一年正月丙午由南京太僕寺少卿改右僉都御史升任，八月乙丑以病致仕。 |
| 王守仁                   | 1472年—1529年  | 伯安 | 浙江餘姚         | 正德十一年（1516年）   | 正德十六年（1521年）   | 號陽明，諡文成。正德十一年八月戊辰自南京鴻臚寺卿改右僉都御史調任。十二年七月庚寅兼提督軍務，十三年十月庚寅改右副都御史銜；正德十四年八月丙戌以功兼任江西巡撫。十六年五月癸丑還京。 |
| 聶賢                     | 1450年—1540年  | 承之 | 重慶長壽         | 正德十六年（1521年）   | 嘉靖四年（1525年）     | 號鳳山，諡榮襄。正德十六年五月戊午由河南左布政使改右副都御史升任；嘉靖四年六月辛卯遷提督操江。                                                                                     |
| 潘希曾                   | 1476年—1532年  | 仲魯 | 浙江金華         | 嘉靖四年（1525年）     | 嘉靖六年（1527年）     | 號竹澗。嘉靖四年六月丙申自太僕寺卿改右副都御史調任；嘉靖六年九月辛卯遷工部右侍郎。                                                                                                 |
| 汪鋐                     | 1466年—1536年  | 宣之 | 江西婺源         | 嘉靖六年（1527年）     | 嘉靖八年（1529年）     | 號誠齋。嘉靖六年十月壬子由浙江左布政使改右副都御史升任；嘉靖八年三月己未回都察院管事。                                                                                             |
| 周用                     | 1476年—1547年  | 行之 | 南直隸吳江       | 嘉靖八年（1529年）     | 嘉靖十年（1531年）     | 嘉靖八年四月丙寅由河南右布政使改右副都御史升任；嘉靖十年二月調入京別用，八月癸未授吏部右侍郎。                                                                                     |
| 陶諧                     | 1474年—1546年  | 世和 | 浙江紹興府會稽   | 嘉靖十年（1531年）     | 嘉靖十一年（1532年）   | 號南川。嘉靖十年二月乙丑由河南左布政使改右副都御史升任；嘉靖十一年三月己未陞兵部左侍郎左僉都御史總督兩廣兼巡撫。                                                                   |
| 錢宏                     | 1475年—1536年  | 可容 | 浙江錢塘         | 嘉靖十一年（1532年）   | 嘉靖十二年（1533年）   | 嘉靖十一年三月乙丑由湖廣左布政使改右副都御史升任；嘉靖十二年六月己丑致仕。 |
| 唐冑                     | 1471年—1539年  | 平侯 | 海南瓊州府瓊山   | 嘉靖十二年（1533年）   | 嘉靖十二年（1533年）   | 號西洲。嘉靖十二年六月己亥由廣西左布政使改右副都御史升任，九月庚申遷山東巡撫。 |
| 陳察                     | 1482年—1539年  | 元習 | 南直隸常熟       | 嘉靖十二年（1533年）   | 嘉靖十四年（1535年）   | 嘉靖十二年九月丁卯自南京光祿寺卿改左僉都御史調任；嘉靖十四年三月壬戌致仕。 |
| 王浚                     | 1473年—1545年  | 德深 | 浙江建德         | 嘉靖十四年（1535年）   | 嘉靖十七年（1538年）   | 嘉靖十三年三月丙子由福建右布政使改右副都御史升任；嘉靖十七年十月癸丑遷南京刑部右侍郎。                                                                                             |
| 吳山                     | 1470年—1542年  | 靜之 | 南直隸吳江       | 嘉靖十七年（1538年）   | 嘉靖十八年（1539年）   | 嘉靖十七年十月庚申自巡撫四川右僉都御史改右副都御史調任；嘉靖十八年七月庚寅遷刑部右侍郎。                                                                                           |
| 鄭坤                     | 約1496～1550年 | 汝順 | 河南光山         | 嘉靖十八年（1539年）   | 嘉靖十八年（1539年）   | 嘉靖十八年閏七月甲辰由通政使司左通政改右僉都御史升任，九月乙巳罷官閑住。 |
| 李顯                     | 1479年—1544年  | 崇炯 | 浙江樂清         | 嘉靖十八年（1539年）   | 嘉靖二十一年（1542年） | 號台南。嘉靖十八年十月丙寅由貴州左布政使改右副都御史升任；嘉靖二十一年四月庚申遷大理寺卿。                                                                                         |
| 虞守愚                   | 1483年—1569年  | 惟明 | 浙江義烏         | 嘉靖二十一年（1542年） | 嘉靖二十三年（1544年） | 嘉靖二十一年四月癸酉由大理寺少卿改左僉都御史升任；嘉靖二十三年十月庚寅遷右副都御史巡撫江西。                                                                                       |
| 顧遂                     | 1486年—1553年  | 德紳 | 浙江餘姚         | 嘉靖二十三年（1544年） | 嘉靖二十五年（1546年） | 嘉靖二十三年十一月丙申由廣東右布政使改右副都御史升任；嘉靖二十五年九月壬申遷南京刑部右侍郎。                                                                                       |
| 朱紈                     | 1494年—1549年  | 子純 | 南直隸長洲       | 嘉靖二十五年（1546年） | 嘉靖二十六年（1547年） | 號秋崖。嘉靖二十五年九月甲申由廣東左布政使改右副都御史升任；嘉靖二十六年七月丁巳遷浙江巡撫。                                                                                       |
| 龔輝                     | 1482年—1566年  | 實卿 | 浙江餘姚         | 嘉靖二十六年（1547年） | 嘉靖二十七年（1548年） | 號笑齋。嘉靖二十六年七月丙寅由湖廣左布政使改右副都御史升任；嘉靖二十七年九月丁亥陞總督漕運兼巡撫鳳陽。                                                                             |
| 喻智                     | 約1485～1560年 | 子貞 | 南直隸當塗       | 嘉靖二十七年（1548年） | 嘉靖二十九年（1550年） | 號晴江。嘉靖二十七年九月己亥由江西左布政使改右副都御史升任；嘉靖二十九年三月辛未被以冒濫京堂劾免。                                                                                 |
| 盧勳                     | 1493年—1573年  | 汝立 | 浙江縉雲         | 嘉靖二十九年（1550年） | 嘉靖三十年（1551年）   | 號後屏。嘉靖二十九年三月壬辰自太僕寺卿改右僉都御史升任；嘉靖三十年四月己未遷南京右僉都御史提督操江。                                                                               |
| 張烜                     | 約1494～1564年 | 仲熙 | 廣西慶遠         | 嘉靖三十年（1551年）   | 嘉靖三十二年（1553年） | 號吉山，隸慶遠衛軍籍。嘉靖三十年四月己巳起原巡撫應天右副都御史就任；嘉靖三十二年七月丁巳為福建道監察御史陶欽臯論劾不職宜，回籍聽勘。                                               |
| 馮天馭                   | 1503年—1568年  | 應房 | 湖廣蘄州         | 嘉靖三十二年（1553年） | 嘉靖三十二年（1553年） | 號伯良，未上任。嘉靖三十二年七月戊午由大理寺左少卿改右僉都御史升任，旋改左副都御史。                                                                                               |
| 談愷                     | 1509年—1568年  | 守教 | 南直隸無錫       | 嘉靖三十二年（1553年） | 嘉靖三十三年（1554年） | 號十山。嘉靖三十二年七月甲子由廣東[[左布政使改右副都御史升任；嘉靖三十三年十二月癸酉陞兵部右侍郎兼右僉都御史總督兩廣。                                                             |
| 汪尚寧                   | 約1498～1563年 | 廷德 | 南直隸徽州府歙縣 | 嘉靖三十三年（1554年） | 嘉靖三十五年（1556年） | 嘉靖三十三年十二月癸未自南京光祿寺卿改右副都御史調任；嘉靖三十五年三月癸亥閑住。                                                                                                   |
| 王鈁                     | 1501年—1566年  | 子宣 | 浙江奉化         | 嘉靖三十五年（1556年） | 嘉靖三十六年（1557年） | 號印岩，諡簡恭。嘉靖三十五年三月乙亥由廣東左布政使改右副都御史升任；嘉靖三十六年三月丁巳陞兵部右侍郎兼右僉都御史總督兩廣。                                                         |
| 周滿                     | 1499年—1558年  | 謙之 | 四川漢州         | 嘉靖三十六年（1557年） | 嘉靖三十七年（1558年） | 號受菴。嘉靖三十六年三月丙寅由山西左布政使改右副都御史升任；嘉靖三十七年六月戊子以疾歸里。                                                                                         |
| 宋淳                     | 1506年—1560年  | 德完 | 浙江開化         | 嘉靖三十七年（1558年） | 嘉靖三十七年（1558年） | 未上任。嘉靖三十七年六月己丑由江西右布政使改右副都御史升任，旋為江西巡按御史徐紳以貪贓論罷。                                                                                       |
| 何思                     | 1503年—1559年  | 慎之 | 北直隸雄縣       | 嘉靖三十七年（1558年） | 嘉靖三十七年（1558年） | 嘉靖三十七年六月壬辰起原巡撫大同右僉都御史就任，九月壬午遷宣府巡撫。 |
| 范欽                     | 1506年—1585年  | 堯卿 | 浙江寧波府鄞縣   | 嘉靖三十七年（1558年） | 嘉靖三十九年（1560年） | 號東明。嘉靖三十七年九月戊子由河南左布政使改右副都御史升任；嘉靖三十九年八月戊午遷兵部右侍郎。                                                                                     |
| 楊伊志                   | 1505年—1570年  | 子任 | 南直隸吳縣       | 嘉靖三十九年（1560年） | 嘉靖四十年（1561年）   | 號胥江。嘉靖三十九年九月甲子由廣東左布政使改右副都御史升任；嘉靖四十年七月己亥為江西巡按御史段顧言、福建巡按御史李廷龍劾其玩愒，致閩廣流賊突入江西，議處回籍聽勘。                 |
| 陸穩                     | 1517年—1581年  | 汝成 | 浙江歸安         | 嘉靖四十年（1561年）   | 嘉靖四十二年（1563年） | 號北川。嘉靖四十年七月癸卯由江西左布政使改右副都御史升任，四十一年十月丁巳以平亂功，加陞兵部右侍郎兼右僉都御史銜；嘉靖四十二年六月甲寅遷南京兵部右侍郎。                           |
| 吳百朋                   | 1519年—1578年  | 惟錫 | 浙江義烏         | 嘉靖四十二年（年）     | 隆慶二年（1568年）     | 號堯山。嘉靖四十二年六月辛酉自撫治鄖陽右僉都御史調任。隆慶元年加陞兵部右侍郎兼右僉都御史銜；隆慶二年正月戊寅遷南京兵部右侍郎。                                                     |
| 張翀                     | 1525年—1579年  | 子儀 | 廣西柳州府馬平   | 隆慶二年（1568年）     | 隆慶四年（1570年）     | 號鶴樓，諡忠簡，隸柳州衛軍籍。隆慶二年二月甲申由太常寺少卿改右僉都御史升任；隆慶四年四月己亥遷湖廣巡撫。                                                                           |
| 殷從儉                   | 1512年—1573年  | 汝中 | 廣西臨桂         | 隆慶四年（1570年）     | 隆慶五年（1571年）     | 隆慶四年四月乙巳由南京大理寺少卿改右僉都御史升任；隆慶五年七月辛巳遷右副都御史巡撫福建。                                                                                           |
| 李棠                     | 1518年—1577年  | 叔思 | 湖廣長沙         | 隆慶五年（1571年）     | 隆慶六年（1572年）     | 隆慶五年七月甲申由都察院右僉都御史改右副都御史升任；隆慶六年九月庚戌遷南京兵部右侍郎。                                                                                             |

### 明朝（萬曆～隆武年間）
| 姓名   | 生卒年         | 字   | 籍贯           | 出任年                 | 卸任年                 | 备注 |
| ------ | -------------- | ---- | -------------- | ---------------------- | ---------------------- | --- |
| 劉思問 | 1519年—1583年  | 汝知 | 河南孟縣       | 隆慶六年（1572年）     | 萬曆二年（1574年）     | 號紫山。隆慶六年十月乙卯由大理寺左少卿改右僉都御史升任；萬曆二年八月丁卯丁憂。                                                           |
| 江一麟 | 1520年—1580年  | 仲文 | 江西婺源       | 萬曆二年（1574年）     | 萬曆五年（1577年）     | 號新源。萬曆二年九月辛未由浙江左布政使改右副都御史升任；萬曆五年十二月丁酉陞戶部右侍郎右僉都御史總督漕運兼巡撫鳳陽。                     |
| 蒙詔   | 1534年－1606年 | 廷綸 | 廣東廣州府番禺 | 萬曆五年（1577年）     | 萬曆八年（1580年）     | 萬曆五年十二月癸卯由浙江左布政使改右副都御史升任；萬曆八年二月乙未調外別用。                                                             |
| 王廷瞻 | 1521年—1592年  | 稚表 | 湖廣黃岡       | 萬曆八年（1580年）     | 萬曆九年（1581年）     | 隸黃岡衛軍籍。萬曆八年三月辛丑自巡撫四川右僉都御史改右副都御史調任；萬曆九年四月甲午遷南京大理寺卿。                                     |
| 張煥   | 1528年—1589年  | 懋文 | 山東青州府益都 | 萬曆九年（1581年）     | 萬曆十年（1582年）     | 隸青州衛匠籍。萬曆九年四月丁酉由南京鴻臚寺卿改右副都御史升任；萬曆十年二月己酉致仕。                                                     |
| 王緝   | 約1525～1587年 | 熙甫 | 南直隸定遠     | 萬曆十年（1582年）     | 萬曆十一年（1583年）   | 隸汾州衛官籍。萬曆十年二月壬子自巡撫貴州右僉都御史改右副都御史調任；萬曆十一年二月辛卯遷南京大理寺卿。                                   |
| 邵陛   | 1536年—1594年  | 世宗 | 浙江餘姚       | 萬曆十一年（1583年）   | 萬曆十一年（1583年）   | 號梅墩。萬曆十一年二月戊申由大理寺左少卿改右僉都御史升任，六月壬申丁憂。                                                                 |
| 張岳   | 1535年—1590年  | 汝宗 | 浙江餘姚       | 萬曆十一年（1583年）   | 萬曆十二年（1584年）   | 號龍峰。萬曆十一年六月乙亥由太僕寺少卿改右僉都御史升任；萬曆十二年八月壬戌遷左僉都御史理院事。                                           |
| 賈待問 | 1533年—1602年  | 學叔 | 北直隸威縣     | 萬曆十二年（1584年）   | 萬曆十四年（1586年）   | 號舂容。萬曆十二年八月戊辰自南京光祿寺卿改右副都御史調任；萬曆十四年五月壬戌遷左僉都御史理院事。                                         |
| 秦燿   | 1544年—1604年  | 道明 | 南直隸無錫     | 萬曆十四年（1586年）   | 萬曆十七年（1589年）   | 號舜峰。萬曆十四年六月戊辰自光祿寺卿改右副都御史調任；萬曆十七年六月丁丑遷右副都御史巡撫湖廣。                                           |
| 王敬民 | 1543年—1606年  | 用司 | 應天府句容     | 萬曆十七年（1589年）   | 萬曆二十一年（1593年） | 號儆吾。萬曆十七年六月庚辰由大理寺右少卿改右僉都御史升任；萬曆二十一年二月癸丑調南京別用。                                               |
| 謝杰   | 1536年—1604年  | 漢甫 | 福建長樂       | 萬曆二十一年（1593年） | 萬曆二十三年（1595年） | 號繹梅。萬曆二十一年三月辛亥自順天府尹改右副都御史調任；萬曆二十三年六月癸卯遷南京刑部右侍郎。                                           |
| 李汝華 | 1553年—1621年  | 茂夫 | 河南睢州       | 萬曆二十三年（1595年） | 萬曆三十六年（1608年） | 萬曆二十三年七月癸未自南京光祿寺卿改右僉都御史調任；萬曆三十六年六月己巳遷戶部左侍郎。                                                   |
| 牛應元 | 1558年—1631年  | 子仁 | 陝西涇陽       | 萬曆三十六年（1608年） | 萬曆四十一年（1613年） | 號兆坤，隸涇陽衛軍籍。萬曆三十六年七月乙酉由大理寺左少卿改右僉都御史升任；萬曆四十一年二月丁未致仕。                                     |
| 孟一脈 | 1535年—1619年  | 嗣孔 | 山東東阿       | 萬曆四十一年（1613年） | 萬曆四十四年（1616年） | 萬曆四十一年三月庚申由南京 通政使司右通政改右僉都御史升任；萬曆四十四年正月丁丑致仕。                                                    |
| 錢桓   | 1556年—1623年  | 渥之 | 南直隸太倉     | 萬曆四十四年（1616年） | 萬曆四十七年（1619年） | 號浩川。萬曆四十四年二月丙寅由太僕寺少卿改右僉都御史升任；萬曆四十七年五月壬寅以目疾致仕。                                               |
| 周應秋 | 1571年—1629年  | 茂實 | 南直隸金壇     | 萬曆四十七年（1619年） | 天啟元年（1621年）     | 號春臺。萬曆四十七年七月丁未由太常寺少卿改右僉都御史升任；天啟元年正月辛丑遷南京大理寺卿。                                               |
| 唐世濟 | 1570年—1649年  | 美承 | 浙江烏程       | 天啟元年（1621年）     | 天啟三年（1623年）     | 號存憶。天啟元年二月戊午由大理寺右寺丞改右僉都御史升任；天啟三年五月乙未致仕。                                                           |
| 梅之煥 | 1575年—1641年  | 彬父 | 湖廣麻城       | 天啟三年（1623年）     | 天啟四年（1624年）     | 號長公。天啟三年五月辛丑由太常寺少卿改右僉都御史升任；天啟四年正月辛酉丁內外艱家恩。                                                     |
| 楊鶴   | 1564年—1635年  | 修齡 | 湖廣常德府武陵 | 天啟四年（1624年）     | 天啟四年（1624年）     | 未上任。天啟四年正月丁卯由太常寺少卿改右僉都御史升任，旋於二月丙申休致。                                                                 |
| 李成名 | 1569年—1632年  | 寰知 | 山西太原       | 天啟四年（1624年）     | 天啟五年（1625年）     | 太原前衛官籍。天啟四年二月丙午由太僕寺少卿改右僉都御史升任；天啟五年二月戊戌為閹黨以所屬給由，犯禦諱，降三級革職回籍。                   |
| 傅振商 | 1573年—1640年  | 君雨 | 河南汝陽       | 天啟五年（1625年）     | 天啟七年（1627年）     | 天啟五年三月甲戌自太常寺卿改右副都御史調任；天啟七年七月壬申遷南京兵部右侍郎。                                                           |
| 洪瞻祖 | 1573年—1648年  | 詒孫 | 浙江錢塘       | 天啟七年（1627年）     | 崇禎元年（1628年）     | 天啟七年七月甲申自太僕寺卿改右副都御史調任；崇禎元年二月甲寅以勞瘁乞歸，候代至十月乙未。                                                 |
| 熊膏   | 1576年—1628年  | 雨亭 | 湖廣公安       | 崇禎元年（1628年）     | 崇禎元年（1628年）     | 未上任。崇禎元年三月壬戌由山東右布政使改右副都御史升任，未幾卒於家。                                                                     |
| 劉澤深 | 1572年—1640年  | 涵之 | 河南扶溝       | 崇禎元年（1628年）     | 崇禎三年（1630年）     | 崇禎元年十月丙申自順天府尹改右副都御史調任；崇禎三年二月壬戌回籍養病。                                                                   |
| 蕭毅中 | 1567年－1630年 | 元恆 | 湖廣公安       | 崇禎三年（1630年）     | 崇禎三年（1630年）     | 崇禎三年二月丙寅由大理寺少卿改右僉都御史升任，九月甲午討伐九連山寇鍾靈秀、陳萬，戰歿。                                                   |
| 陸問禮 | 約1574～1638年 | 仲謀 | 南直隸常熟     | 崇禎三年（1630年）     | 崇禎六年（1633年）     | 號衷虛。崇禎三年九月癸卯由廣東左布政使改右副都御史升任；崇禎六年九月丙辰致仕。                                                           |
| 潘曾紘 | 1562年—1636年  | 昭度 | 浙江平湖       | 崇禎六年（1633年）     | 崇禎九年（1636年）     | 崇禎六年十月壬子由江西左布政使改右副都御史升任；崇禎九年十二月丙申卒於任。                                                               |
| 王之良 | 1594年—1643年  | 虞卿 | 陝西華陰       | 崇禎十年（1637年）     | 崇禎十五年（1642年）   | 號鄰華。崇禎十年三月甲辰由太僕寺少卿改右僉都御史升任；崇禎十五年二月壬子遷南京兵部右侍郎。                                               |
| 林一柱 | 1586年—1644年  | 元功 | 福建莆田       | 崇禎十五年（1642年）   | 崇祯十七年（1644年）   | 崇禎十五年三月庚寅由山西按察使改右副都御史升任；崇祯十七年十月丁丑以憂瘁卒於任。                                                         |
| 李永茂 | 1601年—1648年  | 孝源 | 河南鄧州       | 崇祯十七年（1644年）   | 隆武元年（1645年）     | 又字長春，號約生，諡文定。崇祯十七年十一月庚子由戶科右給事中改右僉都御史升任；隆武元年七月癸酉陞兵部右侍郎右副都御史總督江廣，旋丁父憂。 |
| 張朝綖 | 1598年—1658年  | 思藻 | 福建晉江       | 隆武元年（1645年）     | 隆武元年（1645年）     | 號青武。隆武元年七月甲戌由雲南督學副使改右僉都御史升任，八月丁未旋改兵部右侍郎。                                                         |
| 劉同升 | 1587年—1645年  | 晉卿 | 江西吉水       | 隆武元年（1645年）     | 隆武元年（1645年）     | 號孝則。隆武元年八月戊申自詹事府詹事改兵部左侍郎右副都御史調任，十二月癸未卒於任。                                                       |
| 萬元吉 | 1603年—1646年  | 吉人 | 江西南昌       | 隆武元年（1645年）     | 隆武二年（1646年）     | 隆武元年十二月甲申至隆武二年四月癸巳自江廣總督兼理。                                                                                     |
| 楊文薦 | 1605年—1647年  | 又如 | 湖廣京山       | 隆武二年（1646年）     | 隆武二年（1646年）     | 隆武二年四月甲午由湖南監軍御史改兵部右侍郎右副都御史升任，十月丙子贛州城陷被俘，後負傷脫歸。                                             |

### 清朝（順治～康熙年間）
| 姓名                     | 生卒年         | 字   | 籍贯     | 出任年               | 卸任年               | 备注 |
| ------------------------ | -------------- | ---- | -------- | -------------------- | -------------------- | --- |
| 清朝順治二年十月續設巡撫 |                |      |          |                      |                      | |
| 苗胙土                   | 1589年—1646年  | 叔康 | 山西澤州 | 順治二年（1645年）   | 順治三年（1646年）   | 號晉侯。順治二年十月丙申起原鄖陽巡撫改右僉都御史就任；順治三年十一月甲寅卒於任。                                                                           |
| 劉武元                   | 1595年—1654年  | 鎮藩 | 遼東凌海 | 順治三年（1646年）   | 順治十年（653年）    | 武生，諡明靖，原大凌河堡游擊，隸漢軍鑲紅旗。順治三年十二月丙戌由天津兵備道右參政改右副都御史提督軍務就任；順治十年六月戊子加太子太保兵部尚書榮銜引疾致仕。 |
| 宜永貴                   | 1605年—1667年  | 小泉 | 遼東遼陽 | 順治十年（1653年）   | 順治十二年（1655年） | 佐領，隸漢軍正白旗。順治十年秋七月辛丑自總督倉場戶部侍郎改兵部右侍郎兼右僉都御史提督軍務調任；順治十二年三月庚子遷福建巡撫。                               |
| 佟國器                   | 1613年－1660年 | 思遠 | 遼東撫順 | 順治十二年（1655年） | 順治十五年（1658年） | 號匯白，崇德六年辛巳科舉人。順治十二年夏四月乙卯自福建巡撫調任述職；順治十五年六月壬申遷浙江巡撫。                                                         |
| 蘇弘祖                   | 1607年—1664年  | 光啟 | 遼東遼陽 | 順治十五年（1658年） | 康熙元年（1662年）   | 號耀我，隸漢軍正紅旗，崇德三年戊寅科舉人。順治十五年秋七月丙申由都察院左僉都御史改右副都御史提督軍務升任述職；康熙元年八月癸巳以原官致仕。                 |
| 胡文華                   | 1598年—1663年  | 德輝 | 山東武定 | 康熙元年（1662年）   | 康熙二年（1663年）   | 歲貢，隸漢軍正白旗。康熙元年八月庚申由廣西左布政使升任；康熙二年六月甲午卒於任。                                                                           |
| 林天擎                   | 1618年—1681年  | 玉础 | 遼東蓋州 | 康熙二年（1663年）   | 康熙四年（1665年）   | 選貢。康熙二年十月丁未自延綏巡撫調任；康熙四年五月丁未裁南贛巡撫職，調入京別用。                                                                           |